# 辛弃疾纪念馆

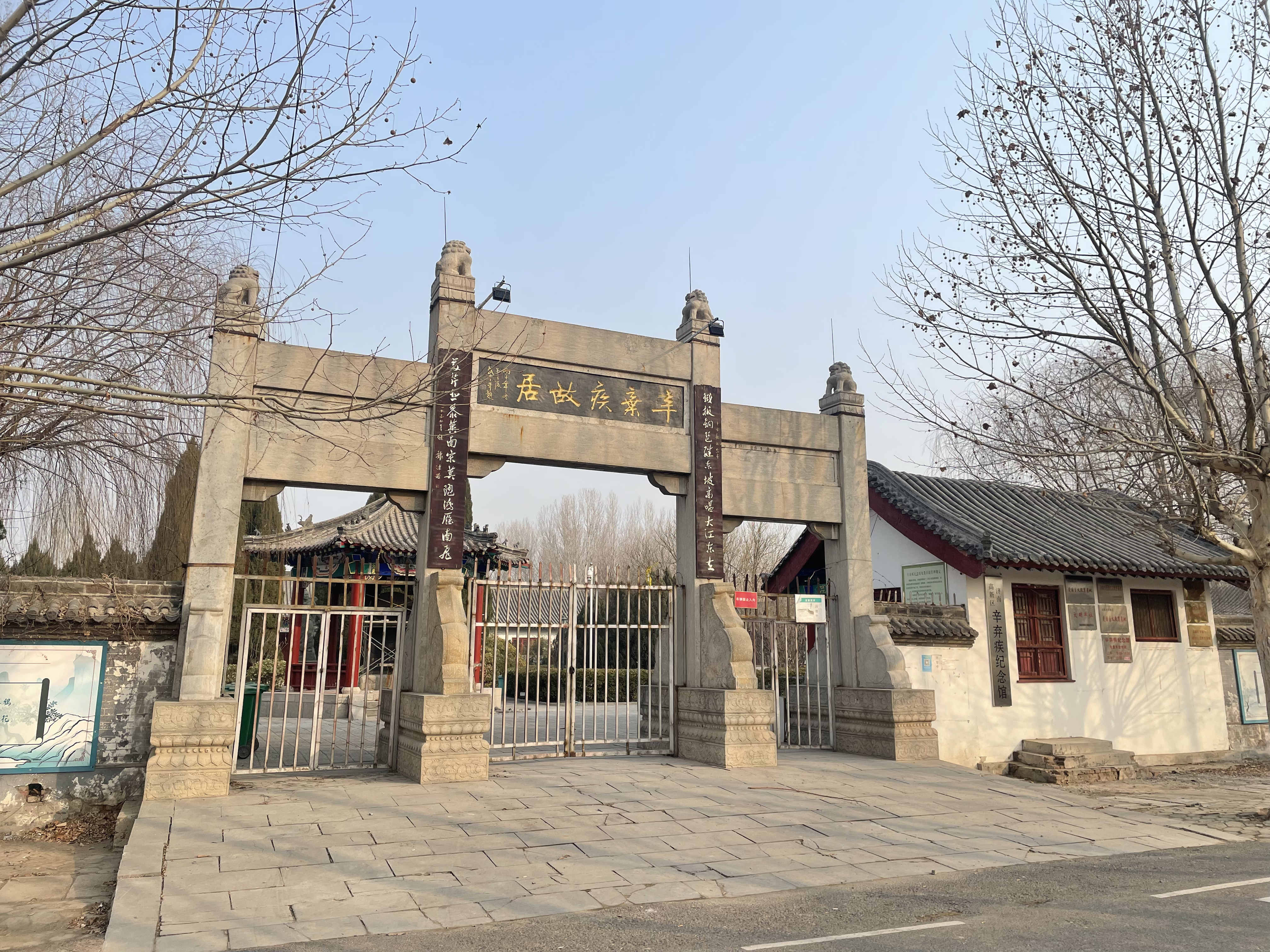
辛弃疾纪念馆

辛弃疾纪念馆，又称辛弃疾故居，是坐落在中国山东省济南市历城区临港街道四风闸村南的一座纪念南宋豪放派词人、将领辛弃疾的专题性公共纪念馆。

## 历史
1989年，历城区公布“稼轩故里”为重点文物保护单位，稼轩故里是指辛弃疾的出生地，位于历城区遥墙镇四风闸村（今属济南市高新区代管的临港街道），当时仍留存与辛弃疾有关的遗迹主要是辛家坟。历城区政府在1989年和1995年先后三次派人到辛弃疾墓所在的江西铅山考察。历城区和铅山县两地于1995年10月登订友好区（县）协议，宣传辛弃疾成为两地的共同目标。1995年底，历城区政府提出要修缮“辛弃疾故里”；1996年，修缮总体规划经历城区十三届人代会四次会议审议通过。
1996年3月，历城区“辛弃疾故里”修缮工程筹委会组建，工程设计由古建专家黄国康负责。1996年5月9日，“辛弃疾故里”修缮工程奠基仪式举行。修缮工程包括：环绕辛家坟栽种侧柏，按照1961年的调查记录对墓地内坟头培土复旧，并竖立“辛弃疾祖茔碑”说明坟地由来及保存、恢复经过；并四风闸村南兴建“辛弃疾故里”建筑群，由区文化局具体负责实施动工。1998年10月，辛弃疾故居一期工程竣工，并对外开放。2011年，辛弃疾纪念馆被中共济南市委宣传部公布为济南市第三批爱国主义教育基地。
2018年，济南市高新区发展战略与宣传策划局和高新区社会事业局在辛弃疾纪念馆召开“辛弃疾国学文化宣传推广研讨会”，邀请济南市多位文史专家在会议上讨论“辛弃疾”文化品牌的进一步开发。2018年6月17日，高新区管委会副主任白秋生称将对辛弃疾纪念馆进行修缮提升，并准备上报建设辛弃疾主题文化公园。2018年年底，济南高新区社会事业局投资70多万元对辛弃疾纪念馆进行修缮，一期工程对馆区地面、墙面、建筑彩绘等进行修缮维护，并增加路灯、更新安防等，整个修缮提升计划预计需要三年。

## 建筑与展览
该馆占地面积2公顷（31亩），由纪念馆和辛家坟两部分组成，建有石坊、六角碑亭、辛弃疾塑像、辛弃疾纪念祠、稼轩词书法艺术刻石碑廊等景观，建筑面积4980平方米。纪念馆大门为四柱三门石坊，正门横额为武中奇题写的“辛弃疾故居”五字。穿过石坊为六角碑亭，亭内石碑正面刻有《稼轩公遗像》，下方有辛弃疾人物简介“辛公稼轩，名弃疾，字幼安，宋高宗绍兴十年五月十一日卯时，出生于济南府历城县四凤闸村。”背面是《宋兵部侍郎赐紫金鱼袋稼轩历仕始末》。碑亭后是用历城特产“绣川绿”花岗石雕塑的高2.8米的辛弃疾塑像。馆内常设《辛弃疾生平展》、《一代词宗壁画展》、《仿宋文物展》、《稼轩词书法书法艺术刻石展》等展览，重点展示了辛弃疾的生平故事及其爱国情怀。
为纪念中国人民抗战胜利70周年，该馆展出《外交史上第一人——蔡公时纪念展》，该展是济南市博物馆“牵手文明”流动文化巡展的一部分。